# Rada Republicii Democrate Belaruse
Rada Republicii Democrate Belaruse  (în belarusă Рада Беларускай Народнай Рэспублікі, Рада БНР, Rada BNR) (rusă: Рада Белорусской Народной Республики, Рада БНР, Rada BNR) a fost corpul de guvernare al Republicii Populare Belaruse. Din 1919, Rada BNR se află în exil, unde a păstrat o existență vestigială în rândul diasporei bieloruse  ca grup de susținere care promovează sprijinul pentru independența și democrația din Belarus în rândul factorilor de decizie occidentali. Începând cu 2020, Rada BNR este cel mai vechi guvern în exil existent.

## Formarea
Rada BNR a fost fondată ca și corp executiv al Primului Congres al Tuturor Bielorușilor, ținut în Minsk în decembrie 1917 cu peste 1800 de participanți din diferite regiuni din Belarus incluzând reprezentanți ai organizațiilor naționale din Belarus, zemstva regională, principalele confesiuni creștine și partide politice evreiești din Belarus. Lucrările Congresului au fost întrerupte violent de bolșevici.
După retragerea bolșevicilor din Minsk, Rada (consiliul) s-a declarat putere supremă în Belarus. După ce bolșevicii și germanii au semnat Tratatul de la Brest-Litovsk, Rada a declarat independența Belarusului sub denumirea de Republica Democrată Belarusă.

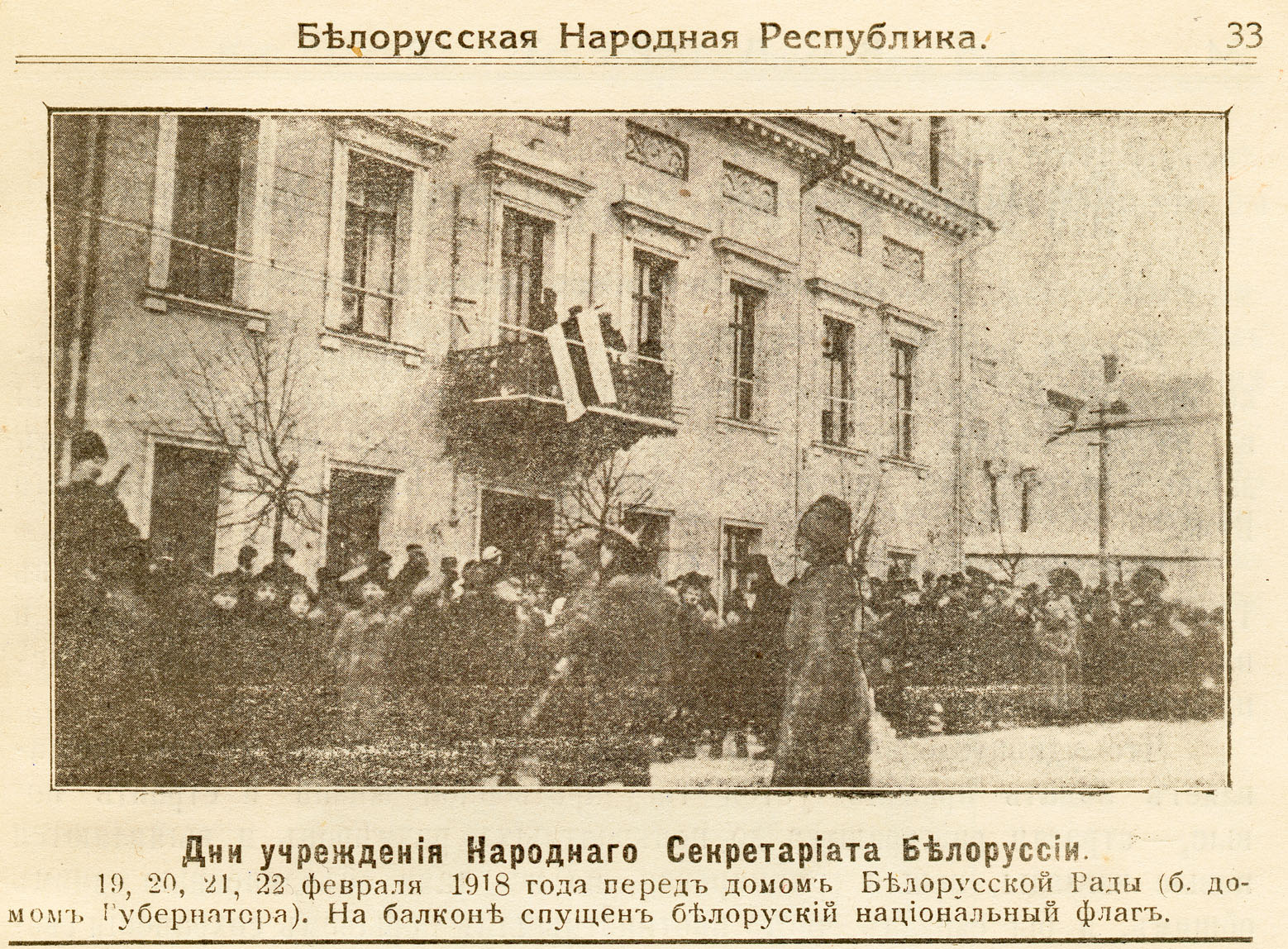
Drapelul național din Belarus pe clădirea Radei BNR din Minsk, 1918

La 25 martie 1918, Rada BNR avea 77 de membri, printre care:
- 36 aleși de către Congresul Tuturor Bielorușilor
- 6 reprezentanți ai comunității belaruse din Vilnius
- 15 reprezentanți ai minorităților etnice (ruși, polonezi, evrei)
- 10 reprezentanți ai autorităților locale
- 10 reprezentanți ai marilor orașe

Germania nu a acordat recunoașterea oficială Belarusului și a împiedicat activitățile instituțiilor Republicii Democrate Belaruse. Cu toate acestea, Rada a reușit să înceapă să-și organizeze organele de conducere în diferite părți ale țării, precum și să lucreze la înființarea unei armate naționale din Belarus și a unui sistem național de educație.
Rada a stabilit contacte diplomatice oficiale cu mai multe state incluzând Finlanda, Republica Populară Ucraineană, Cehoslovacia, Statele baltice, Turcia și altele.
Odată cu apropierea armatelor bolșevice de Minsk, Rada a fost forțată să se mute la Vilnius, apoi la Grodno și, în cele din urmă, după coordonarea cu Republica Lituania, la Kaunas.

## În exil

### 1919-1947

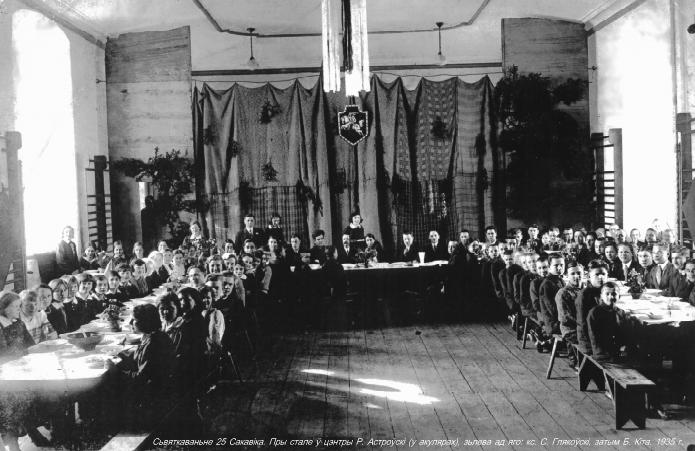
Sărbătorirea unei aniversări a Republicii Democrate Belaruse în Gimnaziul Belarus din Vilnia, 1935.

În aprilie 1919, Armata Poloneză a pus mâna pe Grodna și Vilnius. Jozef Pilsudski a emis Proclamația locuitorilor fostului Mare Ducat al Lituaniei, afirmând că noua administrație poloneză le va acorda autonomie culturală și politică. Proclamația a fost binevenită de conducerea din Belarus, în special având în vedere planurile sovietice pentru sovietizarea Belarusului. Cu toate acestea, în negocierile ulterioare cu liderii din Belarus, Pilsudski a propus să limiteze funcțiile guvernului din Belarus la chestiuni pur culturale, ceea ce a fost respins de prim-ministrul din Belarus, Anton Luckievic. Guvernul Belarusului a reușit să includă o declarație pentru drepturile minorităților din Polonia în rezoluțiile Conferinței de Pace de la Paris.
Guvernul Republicii Democrate Belaruse a protestat împotriva mobilizării militare poloneze în zona Vilnius, a alegerilor poloneze organizate acolo și a anexării zonei Augustów la Polonia. De asemenea, au făcut apel la Liga Națiunilor, Marea Britanie, Franța, Statele Unite și alte țări să recunoască independența Belarusului.
La sfârșitul anului 1920, guvernul din Belarus a început din nou negocierile cu bolșevicii de la Moscova și a încercat să-i convingă să recunoască independența Belarusului și să elibereze prizonierii politici din Belarus care sunt deținuți în închisorile rusești. Negocierile nu au avut succes.,
La 11 noiembrie 1920, Republica Democrată Belarus a semnat un tratat de parteneriat cu Republica Lituania pentru a coopera să recupereze pământurile belaruse și lituaniene de la polonezi.
După înființarea Republicii Sovietice Socialiste Belaruse (RSS Belarusă) ca parte a URSS, mai mulți membri ai Radei și-au stabilit mandatele în 1925 și s-au întors în Belarus. Oficial, Rada BNR nu a recunoscut niciodată RSS Belarusă. Majoritatea membrilor Rada care s-au întors în Belarus, inclusiv fostul prim-ministru Vaclau Lastouski, au fost uciși ulterior în teroarea sovietică din Belarus în anii 1930.
În timpul celui de-Al Doilea Război Mondial și al ocupației germane a Cehoslovaciei, Rada a refuzat să coopereze cu naziștii sau să recunoască guvernul colaboratorist din Belarus, Rada Centrală din Belarus.

### După al Doilea Război Mondial

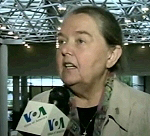
Ivonka Survilla, actualul președinte al Rada BNR

Avansul Armatei Roșii în 1945 a forțat Rada BNR să se mute în partea de vest a Germaniei, ocupată de trupele britanice și americane.
În februarie 1948, Rada a adoptat un manifest special, prin care și-a declarat revenirea la activitate. În aprilie 1948, Rada, împreună cu reprezentanți ai refugiaților bieloruși de după război, au ținut o conferință la Osterhofen, Bavaria.
Activitățile principale ale Rada BNR în Occident au fost lobby-ul și contactele cu guvernele occidentale pentru a asigura recunoașterea Belarusului ca țară separată. Împreună cu alte organizații antisovietice din Occident, inclusiv guverne în exil din Ucraina și țările baltice, Rada a protestat împotriva încălcărilor drepturilor omului din Uniunea Sovietică. În anii 1950, Rada BNR a permis crearea ediției bieloruse a Radio Europa Liberă. Membrii Rada au organizat sprijin pentru Belarus în urma accidentului de la Cernobîl din 1986.

### După dizolvarea URSS

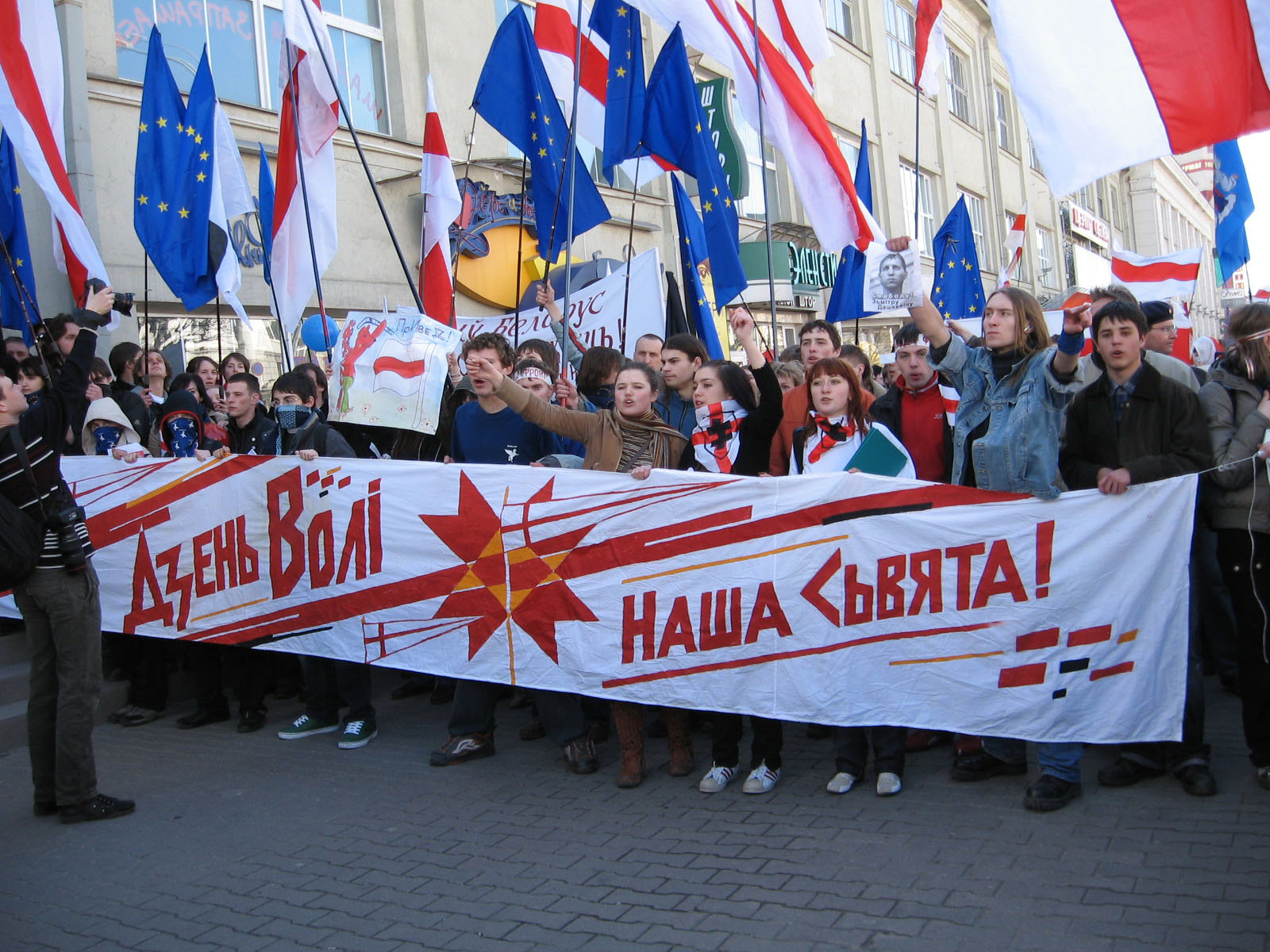
Miting de sărbătoare pentru „Ziua Libertății” organizat de opoziția din Belarus în 2007.

După dizolvarea Uniunii Sovietice în anii 90, guverne similare în exil din țările vecine (Lituania, Polonia și altele) și-au predat mandatele guvernelor independente corespunzătoare.
După declararea independenței Republicii Belarus în 1990, interesul pentru Republica Democrată Belarusă a crescut în societatea bielorusă. Frontul Popular Belarus, care a fost principalul partid de opoziție anticomunist pro-Perestroika, a apelat, în multe aspecte, la restabilirea unui Belarus independent ca Republica Democrată Belarusă de la sfârșitul anilor 1980. În 1991, parlamentul din Belarus a adoptat simbolurile de stat ale Republicii Democrate din Belarus, Pahonia și steagul alb-roșu-alb, ca simboluri de stat ale Republicii Belarus.
În 1993, guvernul Republicii Belarus a organizat la Minsk o sărbătoare oficială pentru a celebrea cea de a 75-a aniversare a Republicii Democrate Belaruse. Membrii Rada BNR au participat la sărbătoare împreună cu înalții lideri politici ai Republicii Belarus. S-a afirmat atunci că Rada nu era pregătită să-și restituie mandatul Consiliului Suprem al Belarusului, care fusese ales inițial sub conducerea sovietică. Cu toate acestea, Rada a fost pregătită să predea mandatul unui parlament belarus ales liber. Cu toate acestea, aceste planuri au fost anulate după ce președintele Alexander Lukașenko, ales în 1994, a stabilit o revenire la politicile sovietice în ceea ce privește limba și cultura bielorusă.
Astăzi, Rada BNR încearcă să promoveze democrația și independența pentru Belarus folosind contacte și lobbyism în țările în care are reprezentanți: SUA, Canada, Regatul Unit, Estonia și altele. Președintele Rada ține în mod regulat întâlniri cu factorii de decizie politici occidentali și face declarații oficiale criticând încălcările drepturilor omului și rusificarea continuă în Belarus. Rada a devenit un centru de consolidare pentru mai mulți politicieni de opoziție bielorusi exilați.
De la sfârșitul anilor 1980, 25 martie, Ziua Independenței Republicii Democrate din Belarus, este sărbătorită pe larg de opoziția democratică națională din Belarus ca Ziua Libertății (în bielorusă: Дзень волі). De obicei, este însoțit de mitinguri de opoziție în masă la Minsk și de evenimente de sărbătoare ale organizațiilor din diaspora bielorusă care sprijină guvernul belarus în exil.

## Structură și funcții
Rada trebuia să fie un parlament provizoriu care își va îndeplini funcțiile până la încheierea unei convenții constituționale din Belarus. Rada BNR a format un guvern format din membrii săi.
Astăzi, Rada se consideră purtător al unui mandat simbolic și ca garant al independenței Belarusului. Scopul Radei este de a-și transfera mandatul către un parlament al Belarusului ales democratic, cu condiția ca nicio amenințare la adresa independenței Belarusului să nu fie prezentă.
Rada este condusă de președintele ei (Старшыня Рады БНР) și de un prezidiu (consiliu executiv) format din 14 membri.
Rada include mai multe secretariate ca grupuri de lucru sau secretari individuali responsabili pentru anumite domenii, printre care se numără:
- Secretariatul pentru Afaceri Externe
- Secretariatul pentru Afaceri Interne
- Secretariatul pentru Informație
- Secretariatul pentru Educație

Activitatea Rada BNR este reglementată de Constituția provizorie a Republicii Populare Belaruse și de Statutul Rada BNR.

## Președinții Radei BNR
- Janka Sierada (9 martie - 14 mai 1918)
- Jazep Losik (14 mai 1918 - 13 decembrie 1919)
- Piotra Krečeŭski (13 decembrie 1919 – 1928)
- Vasil Zacharka (1928–1943)
- Mikoła Abramčyk (1944–1970)
- Vincent Žuk-Hryskievič (1970–1982)
- Jazep Sažyč (1982–1997)
- Ivonka Survilla (din 1997)

## Decorații ale  Radei Repulicii Democrate Belaruse
În 1949, Rada Republicii Democrate din Belarus în exil sub președintele Mikola Abramchyk a introdus o serie de premii civice și militare. Au existat mai multe decorațiuni în anii 1950.
În 2016, Rada RDB a anunțat planuri de reînnoire a decorațiunilor. În 2018, Rada a premiat 130 de activiști și politicieni din Belarus, precum și un număr de străini, cu o medalie recent creată care comemorează 100 de ani de la Republica Democrată din Belarus.
| Panglică          | Nume                                                                                                  | Data creării      | Descriere |
| Alb, roșu, alb    | Ordinul Pahoniei Ордэр Пагоні                                                                         | 1 septembrie 1949 | Cel mai înalt premiu de stat al Republicii Democrate Belarus |
| Maro și roșu      | Ordinul Cavalerului de Fier Ордэр Жалезнага Рыцара                                                    | 1 septembrie 1949 | O decorație militară pentru soldați și ofițeri |
| Maro, roșu, verde | Medalia Partizanului Мэдаль Партызана                                                                 | 1 septembrie 1949 | O medalie pentru membrii mișcării partizane antisovietice din Belarus |
|                   | Medalia jubiliară a Republicii Democrate Belarus Мэдаль да стагодзьдзя Беларускай Народнай Рэспублікі | 24 devembrie 2018 | O medalie „pentru realizările pe tot parcursul vieții în îndeplinirea idealurilor Republicii Democrate Belaruse, inclusiv cercetarea și popularizarea Belarusului, consolidarea și realizarea independenței Belarusului, precum și lupta pentru libertate și democrație în Belarus”. |